# راینر ادلمن
راینر ادلمن (انگلیسی: Reiner Edelmann؛ زادهٔ ۱۹ مارس ۱۹۶۵) بازیکن فوتبال اهل آلمان است.
از باشگاه‌هایی که در آن بازی کرده‌است می‌توان به باشگاه فوتبال شالکه ۰۴، باشگاه فوتبال کورتریک، و باشگاه فوتبال مانهایم اشاره کرد.